# اندرو دامینیک
اندرو دامینیک (انگلیسی: Andrew Dominik؛ زادهٔ ۷ اکتبر ۱۹۶۷) کارگردان و فیلم‌نامه‌نویس متولد نیوزلند اهل استرالیا است. وی فیلم درام وسترن ترور جسی جیمز به‌دست رابرت فورد بزدل و فیلم نئو نوآر و جنایی کشتار با لطافت را کارگردانی کرده‌است. او از سال ۲۰۰۰ میلادی تاکنون مشغول فعالیت بوده‌است.